# Eurylister distinctus
Eurylister distinctus är en skalbaggsart som först beskrevs av Schmidt 1892.  Eurylister distinctus ingår i släktet Eurylister och familjen stumpbaggar. Inga underarter finns listade i Catalogue of Life.